# (37170) 2000 WY26
2000 WY26 (asteroide 37170) é um asteroide da cintura principal. Possui uma excentricidade de 0.01513460 e uma inclinação de 16.43580º.
Este asteroide foi descoberto no dia 25 de novembro de 2000 por LINEAR em Socorro.